# Papiro 13
O Papiro 13  ({\displaystyle {\mathfrak {P}}}13) é um antigo papiro do Novo Testamento que contém fragmentos da Epístola aos Hebreus (2:14-5:5; 10:8-22; 10:29-11:13; 11:28-12:17).